# Deutsche Zoologische Gesellschaft
Die Deutsche Zoologische Gesellschaft (DZG) ist eine wissenschaftliche Fachgesellschaft.
Sie wurde 1890 in Frankfurt am Main gegründet. Sie hat die Rechtsform eines eingetragenen Vereins mit Sitz und Geschäftsstelle in München.
Die DZG vertritt alle deutschsprachigen Zoologen und korrespondiert mit anderen regionalen oder nationalen zoologischen Fachgesellschaften. Sie vertritt die Interessen der Zoologie in den Wissenschaftsverbänden und wird ggf. auch von der Politik zur Beratung herangezogen. Jeder Zoologe und Zoologiestudent kann Mitglied der Gesellschaft werden. Aktuell hat die DZG etwa 1.500 Mitglieder. Die Gesellschaft richtet eine Jahrestagung aus. Bis 2004 fand diese traditionell in der Pfingstwoche statt. Da die Pfingstwoche jedoch schon seit einigen Jahren nicht mehr an allen Universitäten vorlesungsfrei ist, wurde die Suche nach Tagungsorten immer schwieriger, so dass die Gesellschaft sich entschloss, den Tagungstermin ab 2005 mit der gastgebenden Universität zu verhandeln.
Seit 2004 gibt die DZG eine eigene wissenschaftliche Zeitschrift heraus: Frontiers in Zoology. Diese englischsprachige Online-Zeitschrift wird vom Online-Verlag BioMed Central verlegt. Ehemalige Publikationsorgane der DZG sind der Zoologische Anzeiger und die Zoologischen Jahrbücher.
Die DZG vergibt verschiedene Preise zur Förderung oder Würdigung wissenschaftlicher Arbeit.

## Karl-Ritter-von-Frisch-Medaille
Die Karl-Ritter-von-Frisch-Medaille ist ein Wissenschaftspreis der Deutschen Zoologischen Gesellschaft (DZG). Der Preis wird seit 1980 im zweijährlichen Turnus an Wissenschaftler verliehen, deren Arbeiten sich durch hervorragende zoologische Leistungen auszeichnen, die eine Integration der Erkenntnisse mehrerer biologischer Einzeldisziplinen darstellen. Es ist der bedeutendste Wissenschaftspreis der Zoologie in Deutschland und ist mit 10.000 Euro dotiert.
Preisträger:
- 1980 Franz Huber, Verhaltensphysiologe
- 1982 Werner Nachtigall, Bioniker
- 1984 Otto Kinne, Meeresökologe
- 1986 Martin Lindauer, Verhaltensbiologe
- 1988 Thomas Eisner, Biologe und Chemische Ökologie
- 1990 Gerhard Neuweiler, Zoologe, Neuro- und Sinnesphysiologe
- 1992 Herbert Jäckle, Biophysiker
- 1994 Rüdiger Wehner, Zoologe und Verhaltensphysiologe
- 1996 Bert Hölldobler, Verhaltensforscher, Soziobiologe und Evolutionsökologe
- 1998 Peter Berthold, Ornithologe
- 2000 Walter J. Gehring, Entwicklungsphysiologe und Genetiker
- 2002 Friedrich G. Barth, Neurobiologe
- 2004 Randolf Menzel, Neurobiologe
- 2006 Martin Heisenberg, Neurobiologe
- 2008 Gerhard Heldmaier, Tierphysiologe
- 2012 Horst Bleckmann, Neuro-, Sinnes- und Verhaltensphysiologe
- 2014 Charlotte Helfrich-Förster, Neurobiologin
- 2016 Diethard Tautz, Molekularbiologe
- 2018 Stanislav N. Gorb, Bioniker
- 2021 Jürgen Heinze, Evolutionsbiologe
- 2022 Thomas Bosch, Entwicklungsbiologe
- 2024 Katrin Böhning-Gaese, Ökologin

## Walther-Arndt-Forschungspreis
Forschungspreis für Nachwuchswissenschaftler.

## Horst-Wiehe-Dissertationspreis
Der Dissertationspreis der Horst-Wiehe-Stiftung ist ein seit 1991 alle zwei Jahre vergebener Wissenschaftspreis der DZG. Er ist mit 2000 Euro (früher 4000 DM) dotiert und wird auf der jeweiligen DZG-Jahrestagung für eine herausragende wissenschaftliche Dissertation über ein ausschließlich zoologisches Thema an junge Wissenschaftlerinnen oder Wissenschaftler zwischen der Promotion und Habilitation verliehen.
- 2023 Stephnie Reher (Universität Hamburg)
- 2021 Fabrizia Ronco (Universität Basel, CH)
- 2019 Manon Schweinfurth (University of St Andrews, UK)
- 2017 Markus Lambertz (Universität Bonn)
- 2015 Alexander Blanke (Hull, UK)
- 2013 Jan Clemens (Princeton, NJ)
- 2011 Joachim Haug (Universität Ulm)
- 2009 Sandra Steiger (Universität Freiburg)
- 2007 Lutz Fromhage (Universität Hamburg/Bristol)
- 2005 Martin Fanenbruck (Universität Bochum)
- 2003 Wolfgang Forstmeier (Universität Würzburg)
- 2001 Klaus Fischer (Universität Bayreuth)
- 1999 Sylvia Ortmann (Universität Marburg)
- 1997 Erhard Strohm (Würzburg)
- 1995 Thomas Lubjuhn (Bonn)
- 1993 Heike Hadrys (Braunschweig/Yale)
- 1991 Henning Schneider (Konstanz/Harvard)

## Werner-Rathmayer-Preis
Der Werner-Rathmayer-Preis ist ein Sonderpreis für eine originelle Arbeit aus der Zoologie im Rahmen des Wettbewerbes Jugend forscht. Er wird seit 2004 jährlich an eine Finalistin bzw. einen Finalisten des Wettbewerbes vergeben und mit 500 Euro sowie der kostenlosen Teilnahme an der folgenden DZG-Jahrestagung belohnt.
- 2024 Magda Laura Polakowska & Chantal Pajer (Frankfurt an der Oder)
- 2023 Julian Kehm (Lörrach)
- 2022 Armin Höcherl & Nikolaus Weiland (Pfaffenhofen)
- 2021 Benjamin Palm (Heiligenhaus)
- 2019 Falco Eigner (Chemnitz)
- 2017 Stefan Kemmerich (Wipperfürth)
- 2016 Nora Siefert (Hannover)
- 2015 Thomas Lindner (Neumarkt in der Oberpfalz)
- 2014 Freia-Raphaella Lorenz (Bayreuth)
- 2013 Antonia Trede (Kiel)
- 2012 Linda Marx (Chemnitz)
- 2011 Miriam Kreß & Louise Hildebrand (Schlüchtern)
- 2010 Lisa Hallex (Freiberg)
- 2009 Jessica Oberheim (Bensheim)
- 2008 Johannes Dill (Dresden)
- 2007 Wieland Heim (Chemnitz)
- 2006 Markus Neumann (Chemnitz)
- 2005 Sascha Hoinkiss (Schwanewede)
- 2004 Daniel Schütz (Kemmern)

## Präsidenten der DZG
- 1890/91 Rudolf Leuckart (1822–1898)
- 1892/93 Franz Eilhard Schulze (1840–1921)
- 1894/95 Ernst Ehlers (1835–1925)
- 1896/97 Otto Bütschli (1848–1920)
- 1898/99 Franz Eilhard Schulze
- 1900/01 Hubert Ludwig (1852–1913)
- 1902/03 Carl Chun (1852–1914)
- 1904/05 Johann Wilhelm Spengel (1852–1921)
- 1906/07 Richard Hertwig (1850–1937)
- 1908/09 Ludwig von Graff (1851–1924)
- 1910/11 Friedrich Zschokke (1860–1936)
- 1912/13 Eugen Korschelt (1858–1946)
- 1914/15 Karl Heider (1856–1935)
- 1916/17 Max Braun (1850–1930)
- 1918/19 Willy Kükenthal (1861–1922)
- 1920/21 Ludwig Döderlein (1855–1936)
- 1922/23 Valentin Haecker (1864–1927)
- 1924/25 Hans Lohmann (1863–1934)
- 1926 Ludwig Rhumbler (1864–1939) ab 1926 wechselten Präsident und 1. Stellvertreter am Jahresende ihr Amt
- 1927 Richard Hesse (1868–1944)
- 1928 Karl von Frisch (1886–1982)
- 1929 Jan Versluys (1873–1939)
- 1930 Waldemar Schleip (1879–1948)
- 1931 Max Hartmann (1876–1962)
- 1932 Carl Zimmer (1873–1950)
- 1933 Fritz Baltzer (1884–1974) legte als Nichtdeutscher sein Amt nieder, Nachfolger war Paul Buchner
- 1934 Paul Buchner (1886–1978)
- 1935 Ernst Matthes (1889–1958)
- 1936 Ernst Matthes, ging aus politischen Gründen nach Coimbra, Nachfolger war Wilhelm Josef Schmidt
- 1936/37 Wilhelm Joseph Schmidt (1884–1974)
- 1938/39 Albrecht Hase (1882–1962)
- 1940 Hermann Weber (1899–1956)
- 1941 Hans-Jürgen Stammer (1899–1968)
- 1942 Otto Mangold (1891–1962)
- 1943–45 prinzipiell geschäftsführend als nachgerückter 3. Stellvertreter war Adolf Remane
- 1949/50 Albrecht Hase
- 1951/52 Wulf Emmo Ankel (1897–1983)
- 1953/54 Bernhard Rensch (1900–1990)
- 1955/56 Otto Koehler (1889–1974)
- 1957/58 Curt Kosswig (1903–1982)
- 1959/60 Alfred Kaestner (1901–1971)
- 1961/62 Friedrich Seidel (1897–1992)
- 1963/64 Adolf Remane (1898–1976)
- 1965/66 Manfred Gersch (1909–1981)
- 1967/68 Erich Reisinger (1900–1978)
- 1969/70 Martin Lindauer (1918–2008)
- 1971/72 Friedrich Schaller (1920–2018)
- 1973/74 Günther Osche (1926–2009)
- 1975/76 Ernst Florey (1927–1997)
- 1977/78 Dietrich Neumann (1931–2012)
- 1979/80 Johann Schwartzkopff (1918–1995)
- 1981/82 Jürgen Boeckh (1934–2023)
- 1983/84 Klaus Immelmann (1935–1987)
- 1985/86 Hans Schneider (1929–2023)
- 1987/88 Bernt Linzen (1931–1988)
- 1989/90 Werner Rathmayer (1937–2003)
- 1991/92 Hans-Rainer Duncker (1933–2023)
- 1993/94 Franz Huber (1925–2017)
- 1995/96 Klaus Peter Sauer (1941–2022)
- 1997/98 Gerhard Heldmaier (* 1941)
- 1999/00 Albrecht Fischer (1937–2023)
- 2001/02 Gerhard Neuweiler (1935–2008)
- 2003/04 Barbara König (* 1955)
- 2005/06 Diethard Tautz (* 1957)
- 2007/08 Johann-Wolfgang Wägele (* 1953)
- 2009/10 Wolf-Michael Weber (* 1954)
- 2011/12 Hermann Wagner (* 1953)
- 2013/14 Constance Scharff (* 1959)
- 2015/16 Susanne Dobler (* 1956)
- 2017/18 Stefan Richter (* 1964)
- 2019/21 Jacob Engelmann
- 2022/23 Gabriele Uhl (* 1964)
- 2024/25 Sven Bradler (* 1971)

## Ehrenmitglieder
- Wulf Emmo Ankel
- Carl Apstein
- Walther Arndt
- Hansjochem Autrum
- Fritz Baltzer
- Paul Buchner
- Reinhard Dohrn
- Ernst Ehlers
- Albrecht Fischer
- Manfred Gersch
- Alexander Goette
- Richard Goldschmidt
- Hermann Grenacher
- Karl Grobben
- Ernst Hadorn
- Ernst Haeckel
- Max Hartmann
- Albrecht Hase
- Karl Heider
- Wolf Herre
- Konrad Herter
- Richard Hertwig
- Richard Hesse
- Franz Huber
- Otto Kinne
- Eugen Korschelt
- Curt Kosswig
- Alfred Kühn
- Robert Lauterborn
- Rudolf Leuckart
- Franz von Leydig
- Martin Lindauer
- Konrad Lorenz
- Alexander Luther
- Paul Mayer
- Ernst Mayr
- Günther Osche
- Heinz Penzlin
- Bernhard Rensch
- Wilhelm J. Schmidt
- Franz Eilhard Schulze
- Johann Schwartzkopff
- Friedrich Seidel
- Hans Spemann
- Karl von Frisch
- Rüdiger Wehner
- August Weismann
- Wolfgang Wieser
- Otto zur Strassen

## Vernetzung
Die Gesellschaft ist Mitglied im Deutschen Nationalkomitee Biologie (DNK), das die Interessen der Biowissenschaftlerinnen und Biowissenschaftler in den internationalen Organisationen vertritt. Die Gesellschaft ist Mitglied im Verband Biologie, Biowissenschaften und Biomedizin in Deutschland e. V. (VBIO), der sich für die Biowissenschaften in Deutschland einsetzt.

## Jenaer Erklärung
Auf ihrer Jahrestagung im September 2019 verabschiedete die Gesellschaft unter Martin S. Fischer, Uwe Hoßfeld, Johannes Krause und Stefan Richter die Jenaer Erklärung, nach der das Konzept der Menschenrassen „Ergebnis von Rassismus und nicht dessen Voraussetzung“ sei. Die Einteilung der Menschen in Rassen wird dabei als gesellschaftliche und politische Typenbildung bezeichnet, gefolgt und unterstützt durch eine anthropologische Konstruktion auf der Grundlage willkürlich gewählter Eigenschaften wie Haar- und Hautfarbe. Diese Konstruktion diene eben dazu, offenen und latenten Rassismus mit angeblichen natürlichen Gegebenheiten zu begründen und damit eine moralische Rechtfertigung zu schaffen. Weitere prominente Mitglieder wie der Kriminalbiologe Mark Benecke begrüßten den Beschluss und forderten eine Anpassung von Artikel 3 des Grundgesetzes. Ein Artikel in der Zeit wertete die Erklärung in erster Linie als politisches Zeichen in einer Zeit, in der rassistische Vorstellungen immer weiter in die Mitte der Gesellschaft rückten. Dass im Nationalsozialismus die Rassenideologie in Jena sehr präsent gewesen war, mache die Jenaer Erklärung so besonders.